# Lista de colônias alemãs na Ásia

## Império Colonial Alemão
Império Colonial Alemão foi o termo empregado para designar uma área ultramarina formada no final do século XIX como parte do Império Alemão da Dinastia Hohenzollern. O surgimento do imperialismo alemão coincidiu com a "Partilha da África" e com a colonização alemã do Continente Asiático, durante a qual a Alemanha competiu com outras potências europeias pelo controle do território do último continente inexplorado.

## Nova Guiné Alemã
A Nova Guiné Alemã (Deutsch-Neuguinea, em alemão) foi um protetorado alemão de 1884 até 1914 que incluía a porção nordeste da Nova Guiné e diversos arquipélagos vizinhos menores.
A maior parte da Nova Guiné Alemã era formada pela Kaiser-Wilhelmsland (as terras a nordeste da Nova Guiné, que hoje integram a Papua-Nova Guiné). As ilhas do Arquipélago de Bismarck localizadas a leste de Kaiser-Wilhelmsland e que atualmente pertencem a Papua Nova Guiné também integravam o protetorado.
Adicionalmente, a maioria das terras alemãs no Pacífico fazia parte da Nova Guiné Alemã: as Ilhas Salomão alemã (Buka, Bugainville e diversas ilhas menores), as Carolinas, Palau, as Marianas (exceto Guam), as Ilhas Marshall e Nauru.
Após a eclosão da Primeira Guerra Mundial em 1914, Kaiser-Wilhelmsland e ilhas próximas caíram para as forças australianas, enquanto o Japão ocupou a maior parte das possessões alemãs restantes no Pacífico. A parte continental da Nova Guiné Alemã (Kaiser-Wilhelmsland), o Arquipélago de Bismarck e as Ilhas Salomão do Norte agora fazem parte da Papua Nova Guiné. As Ilhas Marianas do Norte são um território não incorporado dos Estados Unidos. As Carolinas (como os Estados Federados da Micronésia), as Ilhas Marshall, Nauru e Palau são países independentes.
As ilhas a leste de Kaiser-Wilhelmsland, na anexação, foram renomeadas como Arquipélago de Bismarck (antigo Arquipélago da Nova Britânia) e as duas maiores ilhas renomeadas como Neupommern ('Nova Pomerânia', hoje Nova Bretanha) e Neumecklenburg ('Nova Mecklenburg', agora Nova Irlanda). No entanto, devido à sua acessibilidade por água, estas ilhas periféricas eram e continuam a ser a parte economicamente mais viável do território.
Com exceção da Samoa Alemã, as ilhas alemãs no Pacífico Ocidental formaram os "Protetorados Imperiais Alemães do Pacífico". Estes foram administrados como parte da Nova Guiné Alemã e incluíam o Arquipélago de Bismarck. A área total da Nova Guiné Alemã era de 249.500 quilômetros quadrados (96.300 milhas quadradas).
Em 1914, uma série de rascunhos foram feitos para brasões e bandeiras propostas para as colônias alemãs. No entanto, a Primeira Guerra Mundial eclodiu antes que os projetos fossem concluídos e implementados, e os símbolos nunca foram realmente colocados em uso. Após sua derrota na guerra e após o Tratado de Versalhes, a Alemanha perdeu todas as suas colônias e, portanto, os brasões e bandeiras preparados nunca foram usados.
Em 1923, a Liga das Nações deu à Austrália um mandato de administrador sobre Nauru, com o Reino Unido e a Nova Zelândia como coadministradores. Outras terras ao sul do equador tornaram-se o Território da Nova Guiné, um Território Mandato da Liga das Nações sob administração australiana até 1949 (interrompido pela ocupação japonesa durante a campanha da Nova Guiné) quando foi fundido com o território australiano de Papua para se tornar o Território de Papua e Nova Guiné, que eventualmente se tornaram a moderna Papua Nova Guiné. As ilhas ao norte do equador tornaram-se o Mandato da Liga Japonesa das Nações para as Ilhas dos Mares do Sul. Após a derrota do Japão na Segunda Guerra Mundial, as antigas ilhas japonesas foram administradas pelos Estados Unidos como o Território Fiduciário das Ilhas do Pacífico, um território fiduciário das Nações Unidas.

## Ilhas Salomão do Norte

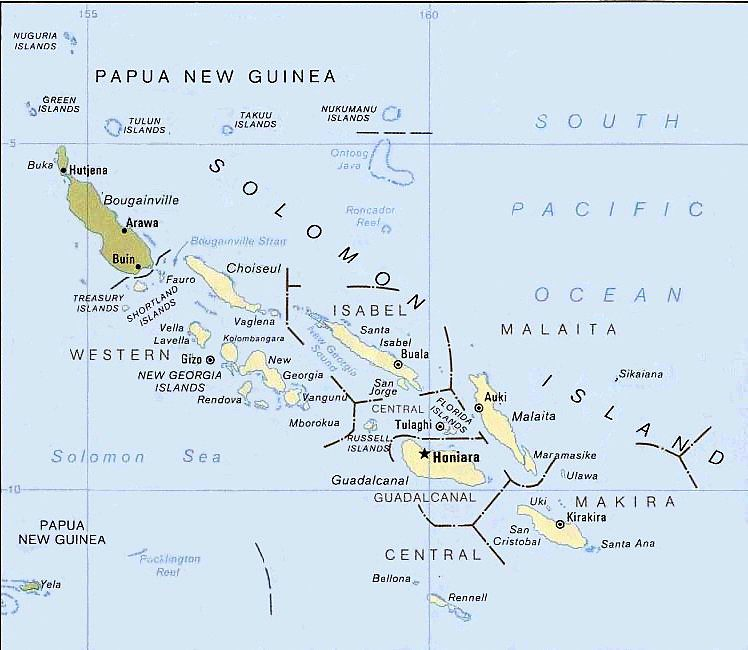
Arquipélago das Ilhas Salomão.

Ilhas Salomão do Norte foram o grupo de ilhas mais setentrionais do arquipélago das Ilhas Salomão sobre o qual o Império Alemão declarou um protetorado em 1885. Inicialmente, o Protetorado Alemão das Ilhas Salomão incluía as ilhas de Choiseul, Santa Isabel, Shortlands e Ontong Java, mas em 1900 estas ilhas foram transferidas para o Protetorado Britânico das Ilhas Salomão. A maior das Ilhas Salomão, Bougainville, continuaria sob a administração alemã até a Primeira Guerra Mundial, quando cairia sob o controle da Austrália, e depois da guerra, passando formalmente a jurisdição australiana ao abrigo de um Mandato da Liga das Nações.
Atualmente, as Ilhas Salomão do Norte originais estão divididas entre a Região Autônoma de Bougainville na Papua Nova Guiné e o Estado sucessor das Ilhas Salomão britânicas que foi renomeada oficialmente de Protetorado Britânico das Ilhas Salomão para Ilhas Salomão em 1975, antes de se tornar um Estado independente em 1976.

## Samoa Alemã
Samoa Alemã (em alemão: Deutsch-Samoa), foi um protetorado alemão de 1900 a 1914, consistindo das ilhas de Upolu, Savai'i, Apolima e Manono, hoje totalmente independente dentro do Estado de Samoa, Samoa Ocidental anteriormente. Samoa foi a última aquisição colonial alemã no Pacífico, recebeu na sequência da Convenção Tripartite, assinada em Washington em 2 de dezembro de 1899 com ratificações trocadas em 16 de fevereiro de 1900. Foi a única colônia alemã no Pacífico, com exceção do Kiautschou concessão na China, que foi administrada separadamente de Nova Guiné Alemã.